# Hydraena exasperata
Hydraena exasperata é uma espécie de insetos coleópteros polífagos pertencente à família Hydraenidae.
A autoridade científica da espécie é d'Orchymont, tendo sido descrita no ano de 1935.
Trata-se de uma espécie presente no território português.